# Carro che punta a sud

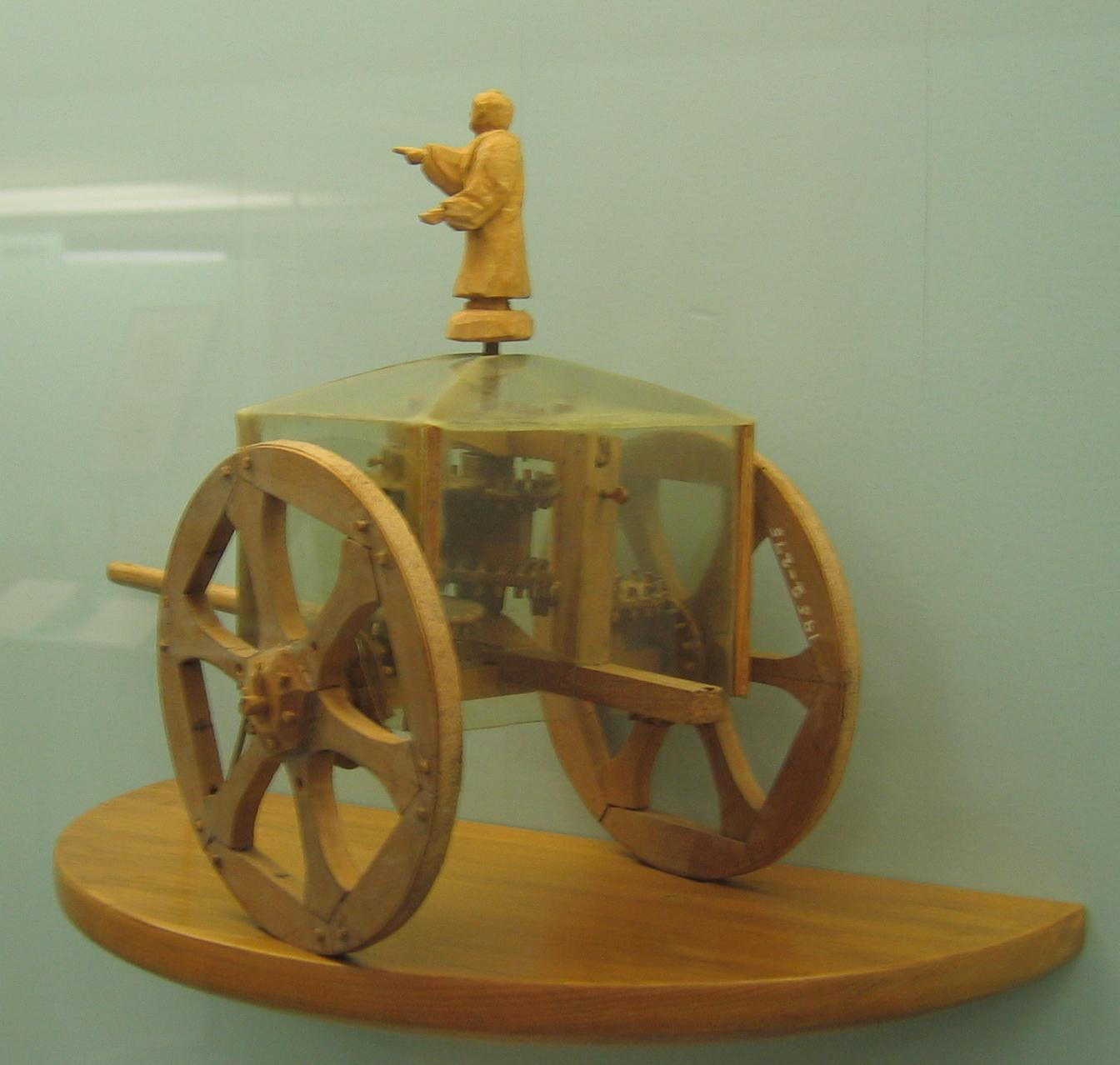
Ricostruzione di un carro che punta a sud conservato nel Museo della scienza di Londra

Il carro che punta a sud (指南车S) è un'invenzione risalente all'antica Cina. Si trattava di un mezzo al quale era collegata una piccola statua, manualmente rivolta verso sud prima di ogni viaggio. Tramite un particolare sistema meccanico basato sul differenziale che permetteva la rotazione del basamento della statua durante gli spostamenti del carro, essa indicava tale direzione indipendentemente dalla posizione del mezzo.

## Storia
Le origini del carro sono piuttosto controverse e ben più antiche di quelle della bussola magnetica. Secondo delle testimonianze, si tratta di una delle molte invenzioni dell'imperatore Huang Di, che visse migliaia di anni prima di Cristo. Durante le battaglie, lo abbinava a un non meglio definito "tripode", oggetto la cui funzione non è mai stata chiarita (le testimonianze riportano che fosse alto circa 3-4 metri e «colmo di migliaia di energie»).
Secondo altri, a inventarlo fu invece il condottiero Zhou Gong (... – 1032 a.C.). Stando alle testimonianze, quando un emissario giunse da lui per porgergli dei doni, Gong gli donò cinque carri che puntano a sud per facilitargli il ritorno a casa.
Secondo un'altra versione, il carro venne inventato nel 255 d.C. da Ma Jun, principale tecnologo cinese dell'epoca, ricordato per aver migliorato i telai usati per tessere la seta e ideato particolari pompe usate per irrigare i giardini pensili imperiali oltre che un teatro di pupazzi meccanici.
Durante la dinastia Han (206 a.C. - 220 d.C.), i carri-bussola erano collegati a un odometro, usato per calcolare la distanza percorsa.
L'invenzione si diffuse anche in Giappone durante il settimo secolo, quando i due monaci buddisti Zhi Yu e Zhi You fecero costruire numerosi esemplari per conto dell'imperatore Tenji.

## Descrizione

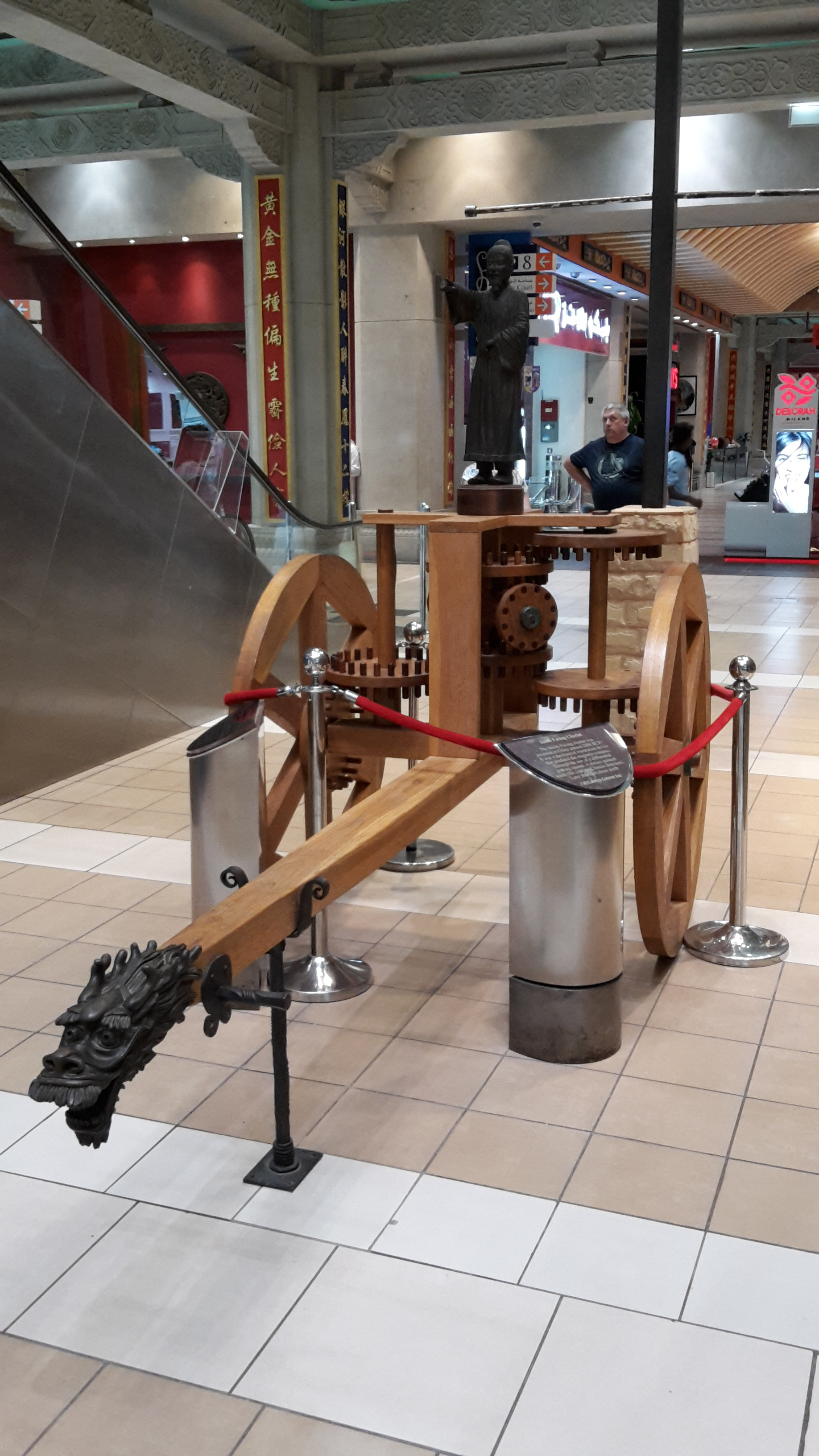
Ricostruzione di un carro che punta a sud situata presso l'Ibn Battuta Mall di Dubai

Considerato uno dei marchingegni più complessi dell'antica Cina, oltre che un anticipatore della bussola, il carro che punta a sud è sovrastato da una statuetta lignea che ha l'aspetto di un uomo con un braccio teso, manualmente rivolta verso sud prima di ogni viaggio. Sfruttando un'innovativa meccanica di precisione basata sul differenziale, quando il carro gira a destra o a sinistra, le ruote azionano alcuni meccanismi che trasmettono la rotazione al basamento della statua, che, in tal modo, indicherà sempre il sud. Benché non si possa definire un congegno autoregolato in senso moderno, il carretto segnò la nascita del controllo autonomo.
La scelta di far sì che il carro indicasse il sud era dettato da una serie di fattori culturali; durante l'antichità, la Cina si espandeva verso il meridione e le prime trattative commerciali estere avvenivano nelle aree del paese più vicine all'equatore.

Il carro non era però esente da difetti: la minima differenza tra la circonferenza delle due ruote avrebbe infatti portato a un errore molto elevato nella direzione indicata dal carro. Inoltre, come riporta Jim Baggot nel suo Quanti di spazio, se percorre lunghe distanze sulla superficie terrestre, il carro potrebbe finire per indicare una direzione errata: